# Belford-Nationalpark
Der Belford-Nationalpark ist ein Nationalpark im Osten des australischen Bundesstaates New South Wales, 57 Kilometer westlich von Newcastle.
Der nur knapp drei Quadratkilometer große Nationalpark liegt südlich des Hunter River am New England Highway.